# Komisja Polityki Społecznej i Rodziny

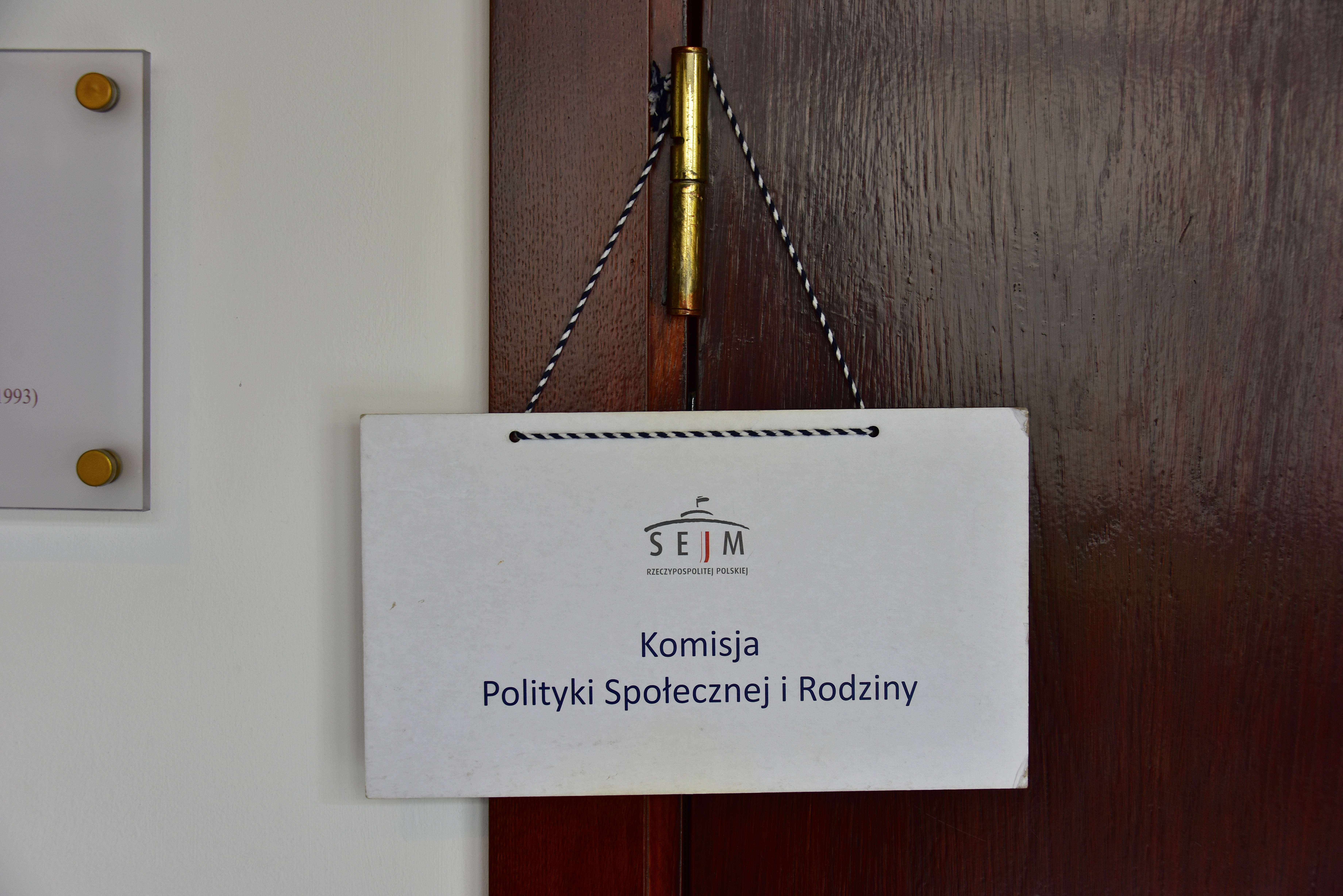
Informacja o trwającym posiedzeniu Komisji Polityki Społecznej i Rodziny w sali im. Jacka Kuronia w Nowym Domu Poselskim

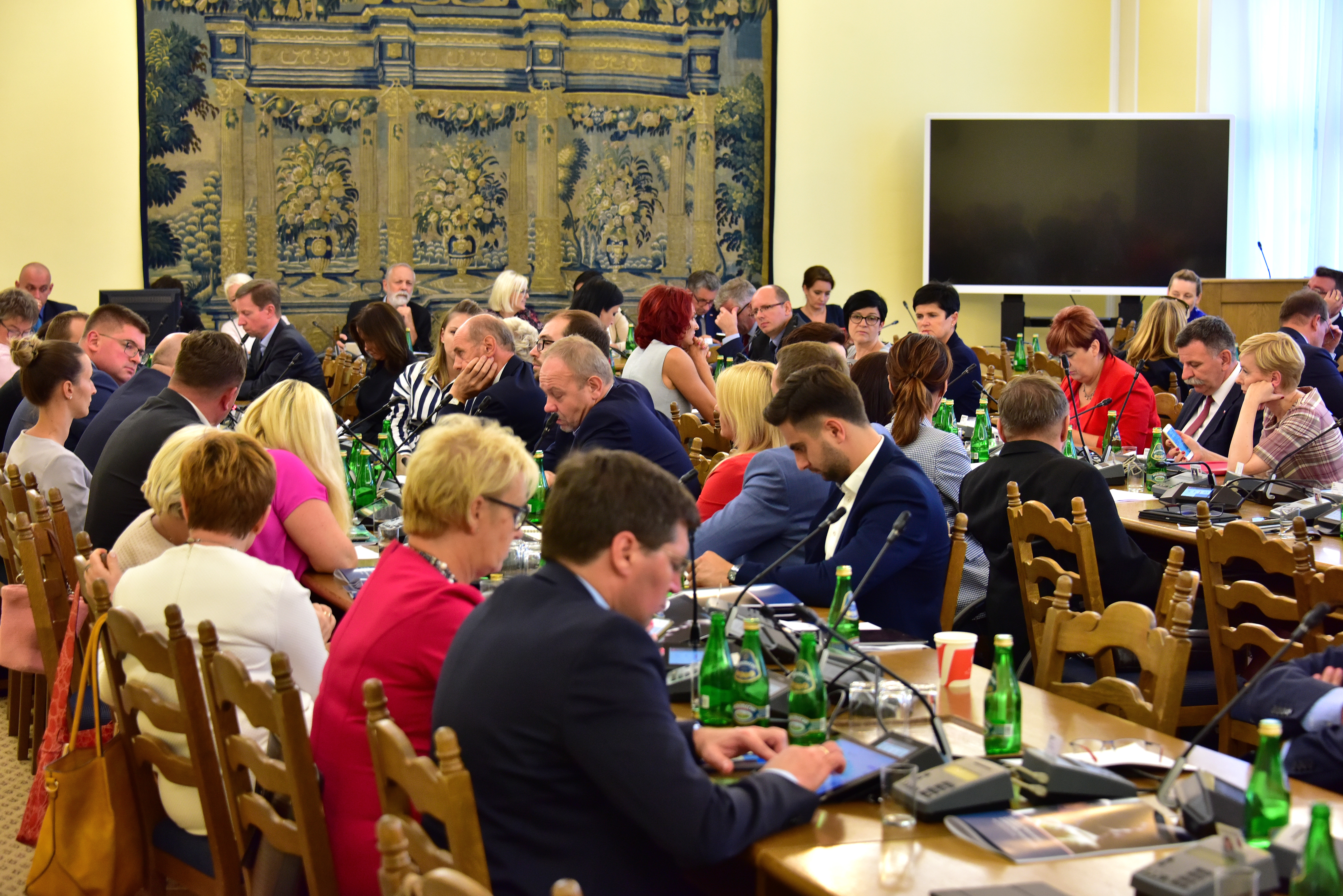
Połączone posiedzenie Komisji Polityki Społecznej i Rodziny oraz Komisji Edukacji, Nauki i Młodzieży w sali im. Konstytucji 3 Maja (2018)

Komisja Polityki Społecznej i Rodziny (skrót: PSR) – stała komisja sejmowa.
Wchodziła w skład stałych komisji sejmowych IV kadencji. Po wyborach parlamentarnych w 2005 roku została rozdzielona pomiędzy: Komisję Polityki Społecznej i Komisję Rodziny i Praw Kobiet. Powróciła w Sejmie VI kadencji. Do zakresu jej zadań należą sprawy z zakresu:
- kształtowania polityki społecznej państwa
- problemów socjalnych
- ubezpieczeń społecznych, świadczeń socjalnych i pomocy społecznej
- komunalnego budownictwa mieszkaniowego
- problemów osób niepełnosprawnych i kombatantów
- prawa pracy, w tym:
  - ochrony pracowników
  - bezpieczeństwa i higieny pracy
  - równego traktowania w zatrudnieniu
- systemów płac i kosztów utrzymania
- walki z bezrobociem
- rynku pracy
- kosztów pracy
- zatrudnienia i ochrony praw pracowniczych obywateli polskich w krajach Unii Europejskiej
- zatrudnienia absolwentów
- zagadnień wynikających bezpośrednio z funkcjonowania rodziny, wypełniania jej ról i zadań oraz występowania z propozycjami regulacji prawnych dotyczących tych zagadnień
- dotyczące ochrony praw kobiet i zapewnienia im równych szans w życiu zawodowym i społecznym
- przestrzegania konstytucyjnej zasady równych praw kobiet i mężczyzn.

## Komisja wSejmie X kadencji

### Prezydium
- Katarzyna Ueberhan (Lewica) – przewodnicząca,
- Joanna Frydrych (KO) – zastępca przewodniczącej
- Jan Mosiński (PiS) – zastępca przewodniczącej
- Maja Nowak (PL2050–TD) – zastępca przewodniczącej
- Urszula Rusecka (PiS) – zastępca przewodniczącej

### Podkomisje
- Podkomisja stała do spraw rodziny (PSR01S)[1]
  - przewodniczący – wakat
- Podkomisja stała do spraw współpracy z organizacjami pozarządowymi (PSR02S)[2]
  - przewodniczący – Tadeusz Tomaszewski (Lewica)
- Podkomisja stała do spraw rynku pracy (PSR03S)[3]
  - przewodniczący –  wakat
- Podkomisja stała do spraw osób z niepełnosprawnościami i włączenia społecznego (PSR04S)[4]
  - przewodnicząca – Joanna Frydrych (KO)
- Podkomisja nadzwyczajna do rozpatrzenia rządowego projektu ustawy o zapewnianiu spełniania wymagań dostępności niektórych produktów i usług przez podmioty gospodarcze (GOR01N)[5][6]
  - przewodnicząca – Katarzyna Kierzek-Koperska (KO)

## Prezydium Komisji w Sejmie IX kadencji
- Urszula Rusecka (PiS) – przewodnicząca
- Marzena Okła-Drewnowicz (KO) – zastępca przewodniczącego
- Agnieszka Ścigaj (PSL-Kukiz15) – zastępca przewodniczącego
- Teresa Wargocka (PiS) – zastępca przewodniczącego
- Robert Warwas (PiS) – zastępca przewodniczącego

Źródło:

## Prezydium Komisji w Sejmie IV kadencji
- Anna Bańkowska (SLD) – przewodnicząca
- Włodzimierz Czechowski (Samoobrona RP) – zastępca przewodniczącego
- Jacek Kasprzyk (SDPL) – zastępca przewodniczącego
- Anna Sobecka (LPR) – zastępca przewodniczącego